# Ајла (Џорџија)
Ајла (Џорџија) (енгл. Ila) град је у америчкој савезној држави Џорџија. По попису становништва из 2010. у њему је живело 337 становника.

## Демографија
Према попису становништва из 2010. у граду је живело 337 становника, што је 9 (2,7%) становника више него 2000. године.
| Група             | 2000.       | 2010.       |
| Белци             | 319 (97,3%) | 306 (90,8%) |
| Афроамериканци    | 7 (2,1%)    | 14 (4,2%)   |
| Азијати           | 0 (0,0%)    | 0 (0,0%)    |
| Хиспаноамериканци | 1 (0,3%)    | 5 (1,5%)    |
| Укупно            | 328         | 337         |